# Nanyang
För andra betydelser, se Nanyang (olika betydelser).
Nanyang är en stad på prefekturnivå i sydvästra Henan i centrala  Kina. Den ligger omkring 220 kilometer sydväst om provinshuvudstaden Zhengzhou.

## Historia
Nanyang var en viktig ort under Handynastin och det finns en rad minnesmärken från denna dynasti i staden. 

## Näringsliv
Staden ligger vid Baihe-floden, i ett viktigt jordbruksområde med allsidig produktion. Staden har också mycket industrier. I den isolerade 200 meter höga åsen Dushan norr om staden utvinns jade och Dushanjaden, som nu är mycket sällsynt, anses vara en av Kinas förnämsta jadesorter.
I Nanyang är Henanfältet beläget, ett av Kinas viktigaste oljefält.

## Administrativ indelning
Nanyang består av två stadsdistrikt, en stad på häradsnivå och tio härad:
- Stadsdistriktet Wolong – 卧龙区 Wòlóng Qū ;
- Stadsdistriktet Wancheng – 宛城区 Wǎnchéng Qū ;
- Häradsstaden Dengzhou – 邓州市 Dèngzhōu Shì ;
- Häradet Nanzhao – 南召县 Nánzhào Xiàn ;
- Häradet Fangcheng – 方城县 Fāngchéng Xiàn ;
- Häradet Xixia – 西峡县 Xīxiá Xiàn ;
- Häradet Zhenping – 镇平县 Zhènpíng Xiàn ;
- Häradet Neixiang – 内乡县 Nèixiāng Xiàn ;
- Häradet Xichuan – 淅川县 Xīchuān Xiàn ;
- Häradet Sheqi – 社旗县 Shèqí Xiàn ;
- Häradet Tanghe – 唐河县 Tánghé Xiàn ;
- Häradet Xinye – 新野县 Xīnyě Xiàn ;
- Häradet Tongbai – 桐柏县 Tóngbǎi Xiàn.

De båda stadsdistrikten Wolong och Wancheng bildades  1994 genom en omfördelning av områdena till den tidigare staden på häradsnivå Nanyang (Nanyang Shi) och det tidigare häradet med samma namn (Nanyang Xian). 

## Klimat
Genomsnittlig årsnederbörd är 886 millimeter. Den regnigaste månaden är september, med i genomsnitt 152 mm nederbörd, och den torraste är januari, med 5 mm nederbörd.